# Angur von Hedenberg
August Robert Angur von Hedenberg, född 16 februari 1871 i Stockholm, död 18 mars 1940 i Danderyds församling, var en svensk jurist. Han var son till Robert von Hedenberg.

## Biografi
Efter mogenhetsexamen i Stockholm blev Angur von Hedenberg student vid Uppsala universitet 1888 och i Lund 1889. Han avlade examen till rättegångsverken 1892. von Hedenberg blev samma år extra ordinarie notarie i Svea hovrätt och sedan i Stockholms rådhusrätt. 1893 blev han extra ordinarie tjänsteman i riksgäldskontoret. von Hedenberg gick därefter till det civilmilitära först som reservauditör vid Svea ingenjörbataljon 1896 och sedan som auditör i fortifikationen 1903. År 1909 fick han kaptens namn, heder och värdighet. von Hedenberg fortsatte sedan som auditör vid positionsartilleriregementet, Svea ingenjörkår och fälttelegrafkåren från 1915. Samma år utsågs han till vice krigsdomare vid livregementets dragoner, Svea artilleriregemente, positionsartilleriregementet, Svea ingenjörkår och fälttelegrafkåren. 1919 var han krigsdomare i den särskilda krigsrätten vid kustflottan. År 1924 utsågs von Hedenberg till notarius publicus i Stockholm.

## Familj
Angur von Hedenberg var son till kommendören och riksdagsmannen Robert von Hedenberg och Agnes Weidenhielm samt sonson till landshövdingen Carl August von Hedenberg som adlades jämlikt § 37 av 1809 års regeringsform. Han gifte sig första gången den 1 juli 1900 i Lidingö socken med Dagmar Cronholm och andra gången den 13 april 1905 med Ingeborg Olson. von Hedenberg fick tre barn: Greta Stenberg, Rolf von Hedenberg och grevinnan Ulla Sparre af Söfdeborg som var gift med greve Claes-Otto Sparre. Angur von Hedenberg var förväntad att ärva adelskapet från sin äldre kusin, major Ludvig von Hedenberg, men Angur hann dö två år före sin kusin. Istället ärvdes den adliga värdigheten av hans son Rolf som är den närmsta stamfader till den fortlevande grenen av den adliga ätten von Hedenberg nr 2245.

## Utmärkelser

### Svenska
- Riddare av 1:a klassen av Kungl. Vasaorden, 30 september 1914.[1]

### Utländska
- Kommendör av 2:a klassen av Finlands Vita Ros’ orden, 24 oktober 1921.[1]
- 3:e klassen av finska Frihetskorsets orden, 13 september 1918.[1]
- Riddare av 3:e klassen av preussiska Kronorden, 25 februari 1917.[1]
- Officer av franska Akademiska palmen, 4 april 1914.[1]